# Buddy Shuman 276 1971
Buddy Shuman 276 1971 var ett stockcarlopp ingående i Nascar Winston Cup Series som kördes 28 augusti 1971 på den 0,363 mile (584.1918 m) långa ovalbanan Hickory Motor Speedway i Hickory, North Carolina. Totalt avverkades 100.188 miles (161.237 km) fördelat på 276 varv. Banunderlaget var asfalt. Loppet vanns av Tiny Lund i en Chevrolet på tiden 1:22.25 körande för Ronnie Hopkins. Lunds snitthastighet uppgick till 72,937 mph. Prispotten uppgick till 7 675 dollar, varav 1 500 dollar gick till segraren. Loppet är uppkallat efter stockcarföraren Buddy Shuman som dog i en hotellbrand 13 november 1955.

## Resultat
| Plc     | Nr | Förare          | Team/ bilägare            | Konstruktör | Start | Varv | Ledda varv |
| ------- | -- | --------------- | ------------------------- | ----------- | ----- | ---- | ---------- |
| 1       | 55 | Tiny Lund       | Ronnie Hopkins            | Chevrolet   | 3     | 276  | 124        |
| 2       | 64 | Elmo Langley    | Langley-Woodfield Racing  | Ford        | 2     | 276  | 0          |
| 3       | 43 | Richard Petty   | Petty Enterprises         | Plymouth    | 4     | 276  | 0          |
| 4       | 12 | Bobby Allison   | Bobby Allison Motorsports | Dodge       | 6     | 276  | 0          |
| 5       | 15 | Wayne Andrews   | Reid Shaw                 | Ford        | 7     | 274  | 0          |
| 6       | 48 | James Hylton    | Hylton Engineering        | Ford        | 18    | 274  | 0          |
| 7       | 06 | Frank Warren    | Neil Castles              | Dodge       | 10    | 273  | 0          |
| 8       | 91 | Ed Negre        | Junior Fields             | Chevrolet   | 11    | 269  | 0          |
| 9       | 10 | Bill Champion   | Champion Racing           | Ford        | 8     | 268  | 0          |
| 10      | 25 | Jabe Thomas     | Robertson Racing          | Plymouth    | 13    | 264  | 0          |
| 11      | 4  | John Sears      | John Sears                | Dodge       | 14    | 261  | 0          |
| 12      | 24 | Cecil Gordon    | Gordon Racing             | Mercury     | 9     | 260  | 0          |
| 13      | 87 | Buck Baker      | Buck Baker Racing         | Pontiac     | 20    | 258  | 0          |
| 14      | 36 | H.B. Bailey     | Bailey Racing             | Pontiac     | 13    | 254  | 0          |
| 15      | 14 | Jim Paschal     | Cliff Stewart Racing      | AMC         | 5     | 233  | 0          |
| 16      | 2  | Dave Marcis     | Marcis Auto Racing        | Dodge       | 1     | 173  | 152        |
| 17      | 34 | Wendell Scott   | Scott Racing              | Ford        | 22    | 151  | 0          |
| 18      | 21 | Tommy Andrews   | Tommy Andrews             | Ford        | 19    | 148  | 0          |
| 19      | 74 | Bill Shirey     | Bill Shirey               | Plymouth    | 17    | 80   | 0          |
| 20      | 02 | Randy Hutchison | Warren Prout              | Chevrolet   | 16    | 75   | 0          |
| 21      | 30 | Walter Ballard  | Ballard Racing            | Ford        | 21    | 74   | 0          |
| 22      | 95 | Dick Brooks     | Dick Brooks               | Chevrolet   | 15    | 30   | 0          |
| Källor: |    |                 |                           |             |       |      |            |